# Tegningsperiode
Tegningspeoriode er perioden hvor aktieinvestorer kan tegne sig for nyudstedte aktier ved en aktieemission. Tegningsperioden løber til en fastsat dato eller indtil maksimumbuddet er nået.
Tegningsperioden er specielt interessant når nye selskaber ønsker at optages på Københavns Fondsbørs (Copenhagen Stock Exchange).